# Lanxangia coriandriodora
Lanxangia coriandriodora là một loài thực vật có hoa trong họ Gừng. Loài này được Shao Quan Tong và Yong Mei Xia mô tả khoa học đầu tiên năm 1988 dưới danh pháp Amomum coriandriodorum. Năm 2018, Mark Fleming Newman và Jana Leong-Škorničková chuyển nó sang chi mới thiết lập là Lanxangia.

## Tên gọi
Tên gọi tiếng Trung là 荽味砂仁  (tuy vị sa nhân - nghĩa đen là sa nhân mùi rau mùi (Coriandrum sativum)).

## Phân bố và môi trường sống
Loài này được tìm thấy miền nam tỉnh Vân Nam, Trung Quốc, và miền bắc Thái Lan.
Môi trường sống là rừng, ở cao độ đến 1.300-1.500 m.

## Mô tả
Cây cao 1-1,7 m. Thân rễ, lá và quả nang có mùi của rau mùi (Coriandrum sativum). Lá không cuống; lưỡi bẹ màu ánh nâu, nguyên, 4-10 mm, nhẵn nhụi; phiến lá hình elip hoặc hẹp như vậy, 20-40 × 5-12 cm, nhẵn nhụi, gốc hình nêm hoặc thon nhỏ dần, chóp nhọn hoặc hình đuôi. Các cành hoa gần hình trứng ngược, khoảng 7 × 4,5 cm, gần hình đầu và kích thước 5-5,5 × 7,5-8 cm ở quả; cuống 2-3 cm; lá bắc màu đỏ, khoảng 4 × 1 cm; lá bắc con màu đỏ, hình ống, khoảng 2,8 cm. Đài hoa màu đỏ, khoảng 2 cm, đỉnh có 3 răng tù. Ống tràng hoa màu lục ánh vàng nhạt, khoảng 2 cm; các thùy màu đỏ, thùy trung tâm khoảng 2,4 cm × 8 mm, các thùy bên hẹp hơn. Không có nhị lép ở bên. Cánh giữa môi dưới khoảng 4 × 2,5 cm, mép quăn; thùy trung tâm màu da cam nhạt, hình trứng rộng; các thùy bên màu vàng nhạt, hình tai, nhỏ. Chỉ nhị khoảng 7 mm; bao phấn khoảng 1 cm; phần phụ liên kết 3 thùy, khoảng 3 × 11 mm, mép màu nâu ánh vàng. Bầu nhụy gần giống hình elipxoit, khoảng 7 × 4 mm. Quả nang màu đỏ ánh tía, hình elipxoit, 3,8-4,2 × 2,3-2,5 cm. Hạt màu nâu, khoảng 6 × 4 mm, 3 góc. Ra hoa tháng 5, tạo quả tháng 7.